# Морская бригада пограничных кораблей
Морская бригада пограничных кораблей (пол. Morska Brygada Okrętów Pogranicza) — соединение (бригада) Войск охраны пограничья и ВМС Польши, отвечавшее за охрану морских границ Польской Народной Республики. Существовала в 1966—1991 годах.

## История
До начала 1960-х годов Войска охраны пограничья, занимавшиеся охраной границ ПНР, подчинялись Министерству внутренних дел ПНР. Три прибрежные бригады ВОП имели в своём распоряжении дивизионы пограничных кораблей. В 1965 году Войска охраны пограничья передали в ведение Министерства национальной обороны ПНР, одновременно разделив задачи по охране границы на суше и на море.
Распоряжением Генерального штаба Войска польского от 22 декабря 1965 года из состава бригад ВОП были выведены дивизионы пограничных кораблей, а к 30 марта 1966 года из них была сформирована 6-я бригада пограничных кораблей (пол. 6. Brygada Okrętów Pogranicza) со штабом в Новы-Порт (Гданьск). Бригада не подчинялась командованию ВМС Польши, однако перед ВМС поставили задачу по обеспечению функционирования пограничных кораблей, поэтому в структуре ВМС появились новые управления в Гданьске и Колобжеге, существовавшие до 1974 года. 15 апреля 1966 года 6-я бригада пограничных кораблей была официально переименована в Морскую бригаду пограничных кораблей, а её отдельные дивизионы получили вместо номеров собственные названия.
В состав бригады входили три дивизиона:
- Поморский дивизион пограничных кораблей (ранее 30-й дивизион пограничных кораблей, Колобжег)
- Кашубский дивизион пограничных кораблей (ранее 31-й дивизион пограничных кораблей, Гданьск-Вестерплатте)
- Балтийский дивизион пограничных кораблей (ранее 32-й дивизион пограничных кораблей, Свиноуйсьце)

В случае войны все корабли и катера Морской бригады пограничных кораблей необходимо было передать в ВМС Польши.
В 1967—1970 годах Морской бригаде подчинялась также Отдельная эскадрилья разведывательной авиации ВОП, которая была расформирована 14 сентября 1970 года.
В 1971 году ВОП был переподчинён Министерству внутренних дел, однако Морская бригада пограничных кораблей 30 сентября 1971 года была включена в состав ВМС ПНР. Структура бригады мирного времени осталась прежней, но порядок подчинения частей на случай войны изменился.
В мае 1991 года был образован Морской отдел Пограничной стражи в составе Пограничной стражи Польши, которому ВМС Польши передали все ресурсы и средства расформированной Морской бригады пограничных кораблей.

## Техника
Патрульные корабли
- OP-201 Jamno[6]
- патрульные корабли проекта 9: OP-202 Gardno, OP-203 Gopło, OP-204 Wigry[6]
- патрульные корабли проекта 902: OP-205 Neptun, OP-206 Saturn, OP-207 Pegaz, OP-208 Orion, OP-209 Kastor, OP-210 Cirus, OP-211 Jupiter, OP-212 Wega, OP-213 Minor[6]
- патрульные корабли проекта 912[пол.]: OP-301 Fala[пол.], OP-302 Szkwał, OP-303 Zefir, Zorza, Tęcza[7]
- патрульные корабли проекта 205: OP-301 Gdynia[пол.], OP-302 Szczecin[пол.], OP-303 Elbląg”[пол.][5]

Патрульные катера
- патрульные катера проекта 101
- патрульные катера проекта 361
- патрульные катера проекта 724
- патрульные катера проекта 90[пол.]
- патрульные катера проекта 918[пол.]

Также на вооружении Морской бригады пограничных кораблей были моторные лодки, яхты и вспомогательные корабли.